# Portio-erosie
De term Portio-erosie (of baarmoedermonderosie) wordt gebruikt voor twee verschillende situaties:
- Het verschijnsel waarbij cilindrisch epitheel, dat normaal in het kanaal van de baarmoederhals (cervix uteri) voorkomt, zich uitbreidt over dat deel van de cervix dat in de schede zichtbaar is. In deze, meest voorkomende, betekenis is het gebruik van de term eigenlijk onjuist. Het woord erosie suggereert een epitheeldefect of schaafwond, die in werkelijkheid niet aanwezig is. Het epitheel is alleen wat roder van kleur. In de vruchtbare levensfase is dit een normaal verschijnsel. Bij DES-dochters komt het vaak in sterkere mate voor. De juiste naam hiervoor is ectropion. Het rode cilinderepitheel is wat kwetsbaarder en bloedt weleens iets bij het afnemen van een uitstrijkje of na gemeenschap.

- Een echte erosie is een epitheeldefect ('zweertje'), waarbij de bedekkende cellaag verdwenen is. Dit bestaat wel maar komt veel minder voor dan de eerder genoemde situatie.

Een portio-erosie is vaak pijnloos en verstoort het seksuele leven niet. In sommige gevallen gaat de afwijking echter gepaard met het verlies van een witte, geurloze afscheiding die met bloed kan gemengd zijn. Gaat de erosie ontsteken, dan kan dit pijn in het bekken of in de rug veroorzaken. Deze ziekte geeft in het merendeel van de gevallen echter geen klachten en wordt daardoor meestal pas bij een speculumonderzoek ontdekt. Om zeker te weten dat het niet het beginstadium van baarmoederhalskanker is, wordt een uitstrijkje gemaakt en een stukje weefsel uit de baarmoederhals weggenomen voor microscopisch onderzoek.
De echte portio-erosie is een typisch verschijnsel bij vrouwen die net zijn bevallen. De reden hiervoor is dat tijdens de baring de contracties van de baarmoeder ervoor zorgen dat het hoofd van de baby stevig tegen de cervix wordt aangedrukt, hetgeen een irritatie en een erosie tot gevolg heeft. Verder kan de afwijking ook worden veroorzaakt door een vaginale infectie.
De behandeling bestaat uit het herhaald aanstippen met bijvoorbeeld zinkchloride, het gebruik van crèmes, bevriezing, of elektrocoagulatie. 